# Estación de ferrocarril de Karachi
La estación de Karachi (en urdu: کراچی شہر اسٹیشن ‎), anteriormente McLeod Station, es una de las dos principales estaciones de ferrocarril de Karachi, Pakistán, junto con la estación de Karachi Cantonment. La estación está ubicada en I. I. Chundrigar Road, adyacente a Habib Bank Plaza y fue inaugurada en 1864. Esta estación es la sede de los Ferrocarriles de Pakistán, división de Karachi.

## Historia
La estación de la ciudad de Karachi se estableció por primera vez a lo largo del borde sur de McLeod Road (ahora II Chundrigar Road) como el punto terminal sur del ferrocarril Scinde, que se estableció en marzo de 1855. Se iba a construir una línea ferroviaria entre Karachi y Kotri y los trabajos en la terminal de Karachi comenzaron en abril de 1858. El 13 de mayo de 1861, la línea se abrió al público y fue la primera línea de ferrocarril para el tráfico público entre Karachi y Kotri, una distancia de 174 km. La estación se completó en mayo de 1864 y se actualizó en la década de 1880 con la construcción de un edificio más al oeste.
Para 1905, la estación fue referida por las autoridades británicas como Karachi City station («estación de la ciudad de Karachi»), en planes para proporcionar un techo en la plataforma de pasajeros. Los patios de la estación se reorganizaron y ampliaron alrededor de 1908. La estación se actualizó nuevamente en 1935, cuando se construyó el edificio actual de piedra arenisca local amarilla de Gizri.